# Rinus Israël
Pour les articles homonymes, voir Israël (homonymie).
Marinus David Israël, dit Rinus Israël, est un footballeur néerlandais né le 19 mars 1942 à Amsterdam et mort le 1er juillet 2025. Il évolue au poste de défenseur.

## Biographie
Rinus Israël a passé la majorité de sa carrière au Feyenoord Rotterdam, où il a notamment remporté la Coupe d'Europe des clubs champions en 1970. Il inscrivit d'ailleurs l'un des buts de la finale face au Celtic FC.
International néerlandais (47 sélections), il a été finaliste de la Coupe du monde 1974 qui se déroulait en Allemagne.
Après sa carrière de joueur il a entraîné de nombreux clubs : le Feyenoord Rotterdam, le FC Den Bosch en particulier mais surtout l'équipe des Pays-Bas des moins de 21 ans et la sélection du Ghana.
Rinus Israël meurt le 1er juillet 2025 à l’âge de 83 ans.

## Carrière

### Joueur
- 1962-1966 : DWS Amsterdam  Pays-Bas
- 1966-1974 : Feyenoord Rotterdam  Pays-Bas
- 1974-1975 : Excelsior Rotterdam  Pays-Bas
- 1975-1982 : PEC Zwolle  Pays-Bas

### Entraîneur
- 1982-1984 : PEC Zwolle  Pays-Bas (entraîneur adjoint)
- 1984-1986 : FC Den Bosch  Pays-Bas
- 1986-1988 : Feyenoord Rotterdam  Pays-Bas
- 1988-1989 : PAOK Salonique  Grèce
- 1989-1990 : FC Den Bosch  Pays-Bas
- 1992-1997 :  Pays-Bas -20 ans
- 1997-1998 :  Équipe du Ghana
- 1998-1999 : Al-Jazira  Émirats arabes unis
- 1999-2000 : Al Shabab Dubaï  Émirats arabes unis
- 2000-2001 : Al-Wahda  Club Émirats arabes unis
- 2001-2002 : ADO La Haye  Pays-Bas
- 2003-2004 : Al-Wahda Club  Émirats arabes unis
- 2006-2010 : Feyenoord Rotterdam  Pays-Bas (jeunes)

## Palmarès

### Joueur
- 47 sélections et 3 buts avec l'équipe des Pays-Bas entre 1964 et 1974[2]
- Finaliste de la Coupe du monde 1974 avec les Pays-Bas
- Vainqueur de la Coupe d'Europe des clubs Champions en 1970 avec le Feyenoord Rotterdam
- Vainqueur de la Coupe intercontinentale en 1970 avec le Feyenoord Rotterdam
- Vainqueur de la Coupe de l'UEFA en 1974 avec le Feyenoord Rotterdam
- Champion des Pays-Bas en 1964 avec le DWS Amsterdam, en 1969, 1971 et 1974 avec le Feyenoord Rotterdam
- Vainqueur de la Coupe des Pays-Bas en 1969 avec le Feyenoord Rotterdam

### Entraîneur
- Champion des Émirats arabes unis en 2001 avec Abu Dhabi